# Omar Infante
Omar Infante (ur. 26 grudnia 1981) – wenezuelski baseballista występujący na pozycji drugobazwowego w organizacji  Detroit Tigers.

## Przebieg kariery
W kwietniu 1999 podpisał kontrakt jako wolny agent z Detroit Tigers i początkowo grał w klubach farmerskich tego zespołu, między innymi w Toledo Mud Hens, reprezentującym poziom Triple-A. W Major League Baseball zadebiutował 7 września 2002 w meczu przeciwko New York Yankees, w którym zaliczył RBI single. Trzy dni później w spotkaniu z Minnesota Twins zdobył pierwszego home runa w MLB.
W listopadzie 2007 w ramach wymiany zawodników przeszedł do Chicago Cubs, jednak trzy tygodnie później został oddany do Atlanta Braves, podpisując dwuletni kontrakt wart 4,3 miliona dolarów. W lipcu 2010 otrzymał powołanie do NL All-Star Team. W listopadzie 2010 przeszedł do Miami Marlins, zaś w lipcu 2012 powrócił do Detroit Tigers. W marcu 2013 był w składzie reprezentacji Wenezueli na turnieju World Baseball Classic. W grudniu 2013 podpisał czteroletni kontrakt z opcją przedłużenia o rok kontrakt z Kansas City Royals.
W czerwcu 2016 podpisał niegwarantowany kontrakt z Atlanta Braves, zaś w grudniu 2016 z Detroit Tigers.

## Nagrody i wyróżnienia
| Nagroda/wyróżnienie | Lata | Źródło |
| All-Star            | 2010 | [ 1 ]  |